# 겅웨이
겅웨이(중국어 정체자: 耿葳, 병음: Gêng Wēi, 한자음: 경위, 1990년 10월 31일 ~ )는 타이완의 정치인이다, 2024년 타이베이시 제6선거구의 의회의원으로 당선된다.